# Eidsvolls kyrka
Eidsvolls kyrka är en korskyrka i sten i Eidsvolls kommun i Akershus fylke i Norge, byggd omkring 1200. Eidsvoll har en mycket lång tradition som kyrkort: enligt Olav den heliges saga har platsen haft en kyrka sedan Olav den heliges tid.

## Kyrkobyggnaden
Den äldsta delen av kyrkan, murarna i koret och tvärskeppet i romansk stil, är från cirka 1200, medan resten av kyrkan är byggd i nyromansk stil efter en brand 1883. Det var den fjärde branden i kyrkans historia. Arkitekt för återuppbyggnaden var Carl Konopka, och kyrkan stod färdig 1885. Den restaurerades 1964–1965, men blev återigen svårt skadad i en brand sommaren 2000.

## Inventarier
I kyrkan finns en tredelad altartavla i rokokostil från 1765, med förgyllda vingpartier och målningar av Nattvarden, Korsfästelsen och Uppståndelsen samt en strålkrans ovanpå. Här finns också en rokokodopfunt, även den från 1765. Predikstolen är från 1956, men har på utsidan tre förgyllda rokokostolpar som också är från 1765.

## Kända präster
- Nicolai Wergeland (1817)
- Eilert Sundt (1869–1875)